# Europa-Frachter
Die Europa-Frachter der Howaldtswerke-Deutsche Werft in Hamburg und Kiel wurden in zwölf Einheiten gebaut. Eines der Schiffe, die Sloman Ranger kenterte am 12. Juni 1981 nach einer Kollision im Mittelmeer und wurde auf See wieder aufgerichtet und später repariert.

## Geschichte

### Die Schiffe
Der Schiffstyp fußt auf den ersten beiden von der Kremer-Werft in Elmshorn entwickelten Deckcarriern. Die vergleichbar konzipierten aber geringfügig größeren Schiffe Helena Husmann und Sigrid Wehr wurden 1978 bei Kremer in Auftrag gegeben und waren die ersten Schiffe dieser Art. Die HDW erhielt den Bau der Kaskos als Unterauftrag von der Kremer-Werft, die noch während des Baus Konkurs anmelden musste.
Die HDW entwickelte daraufhin drei an den Vermessungsgrenzen 499, 999 und 1.599 BRT ausgerichtete Bautypen der als Europa-Frachter vermarkteten Serie. Die 1979 abgelieferte Sloman Ranger war das erste von zehn baugleichen 999-BRT-Volldecker-Einheiten der HDW, die in Hamburg und Kiel für mehrere Reedereien gebaut wurden. Die ersten fünf Einheiten erhielt die Bremer Reederei Sloman Neptun, die ihre Schiffe in der Mittelmeerfahrt einsetzte. Zum Ende der Serie folgten zwei vom Werk Ross in Hamburg gebaute als Freidecker mit ebenfalls 999 BRT vermessene aber geringfügig längere Einheiten mit größerem Tiefgang, höherer Tragfähigkeit und leistungsfähigeren MAN-Hauptmotoren.
Der Europa-Frachter ist ein offenes LoLo/RoRo-Mehrzweck-Frachtmotorschiff mit vorne angeordneten Aufbauten und einem für den Containertransport vorbereiteten, durchgehenden Laderaum mit achterer RoRo-Rampe. Er kann sowohl im Containertransport, für Stückgut, Massengut oder kleinere Projektladungen eingesetzt werden. Der Laderaum hat einen Getreiderauminhalt von 6.182 m³ (mit eingesetztem Zwischendeck 5.510 m³). Die Tankdecke des Laderaums ist sowohl für den Transport von schweren Ladungen verstärkt, als auch mit Einrichtungen für den Transport von Containern versehen. Über die mit bis zu 195 Tonnen belastbare Heckrampe kann ersatzweise auch rollende Ladung auf einer Spurlänge von 344 Metern Länge aufgenommen werden. Die 68,26 Meter lange und 15,00 Meter breite Luke wird mit elf MacGregor-Pontonlukendeckeln seefest verschlossen, konnte zum Transport sperriger Ladungen aber auch offen gefahren werden. Durch versetzbare Schotten kann der Laderaum in kleinere Abteilungen unterteilt oder mit einem Zwischendeck ausgerüstet werden. Die Containerkapazität beträgt 319 TEU, von denen 128 TEU sowie eine dritte Lage von 59 Leercontainern an Deck und 132 TEU im Laderaum gestaut werden können. Für Kühlcontainer stehen 20 Anschlüsse zur Verfügung. Die Schiffe der Serie verfügen über zwei an Backbord angebrachte elektrohydraulische Liebherr-Kräne mit 25 Tonnen Tragkraft, die im gekoppelten Betrieb bis zu 47 Tonnen schwere Kolli übernehmen können. Zusätzlich verfügen die Schiffe über vier Tanks zur Übernahme von 904 m³ Chemikalien und fünf Tanks für den Transport von 484 m³ Wein. Die Tragfähigkeit der Schiffe betrug beim Bau 2.570 Tonnen.
Die Antriebsanlage der Schiffe bestand aus zwei Viertakt-Dieselmotoren des Typs Deutz SBV 8M 628. Die Motoren leisteten zusammen 2.118 Kilowatt und trieben über Getriebe zwei Festpropeller an. Die An- und Ablegemanöver konnten durch ein Bugstrahlruder mit einer Leistung von 157 Kilowatt unterstützt werden. Als Hilfsmotoren waren zwei Deutz-Dieselmotoren des Typs BA 6M 816 mit jeweils 184 kW Leistung und ein Notdiesel des Typs Deutz F6L 912 mit 45 kW Leistung verbaut.

### Havarie derSloman Rangerim Mittelmeer
Am 12. Juni 1981 kollidierte die Sloman Ranger auf einer Reise von Rotterdam nach Tripolis gegen 06:30 Uhr im Nebel mit dem japanischen Stückgutfrachter Artemis Island, woraufhin sie rasch kenterte. Bei der Kollision kamen der Kapitän Metz und drei Besatzungsmitglieder ums Leben. Zunächst nahm das türkische Küstenmotorschiff Levent Deval das Wrack in Schlepp und forderte die Zeichnung eines Lloyd-Bergungsvertrags von Sloman-Neptun. Vor der algerischen Küste stoppte eine algerische Fregatte den Schleppzug, kappte die Schleppverbindung der Levent Deval zur Sloman Ranger und wies das türkische Schiff an, in den Hafen Tenes einzulaufen, wo es für rund eine Woche arrestiert wurde. Bald darauf wurde die Sloman Ranger von Sloman-Neptun-Personal mithilfe des gecharterten Schleppers Sertosa 10 zwölf Seemeilen nordwestlich des Hafens Ténès treibend gefunden und später vom Schlepper Smit-Lloyd 114 des Bergungsunternehmens Smit Tak, der zunächst im Seegebiet vor Mostaganem gesucht hatte, in Schlepp genommen und nach Cartagena gebracht. Nach dem Eintreffen in der Bucht von Cala de la Salitrona bei Kap Tinoso am 17. Juni wurde der Havarist zunächst an drei Ketten verankert und nach dem Abwarten auf Wetterverbesserung zwei Wochen darauf mithilfe der beiden Pontons Giant 21 und Giant 22 auf See wieder aufgerichtet. Der Havarist wurde daraufhin nach Cartagena eingeschleppt und dort seefest gemacht, bevor er vom URAG-Schlepper Bremerhaven in 13 Tagen zur Rickmerswerft nach Bremerhaven geschleppt wurde. Diese reparierte das Schiff ab dem 31. August in rund 100 Tagen für etwa zehn Millionen Mark, bevor es Ende 1982 wieder in Fahrt gesetzt wurde.
Die Ursache der Kollision sah das Seeamt Bremerhaven in seinem Spruch vom 11. Februar 1982 darin, dass die Artemis Island ihren Kurs zur Vermeidung des Nahbereiches zum einen nach Backbord und dies nur um etwa fünf Grad änderte und ihre Fahrtgeschwindigkeit darüber hinaus bis zum Kollisionszeitpunkt nicht verringerte. Auch die Maßnahmen und das Verhalten der Artemis Island nach der Kollision wurde als mangelhaft gerügt. Auf Seiten der Sloman Ranger bemängelte das Seeamt, dass kein Rudergänger bereitstand und keine Nebelsignale gegeben wurden.

### Munitionstransporte mit derPuntland II
Die Heinrich Husmann wurde 1987 für 6,5 Millionen Mark von der Bundesregierung erworben und nach einer Grundüberholung als Entwicklungshilfe an Somalia verschenkt. Unter dem Namen Puntland II wurde sie unter dem Kommando des ehemaligen Astor-Kapitäns Werner Wolkersdorfer eingesetzt, wobei während des Betriebs somalische Seeleute ausgebildet werden sollten. Im Dezember 1988 entdeckten der Kapitän und zwei deutsche Besatzungsmitglieder, dass das Schiff auf einer Reise von Mogadischu in den Sudan mit etwa 60 Containern mit als Landwirtschaftliche Geräte falsch deklarierter chinesischer Maschinengewehrmunition beladen war, die im Auftrag eines saudi-arabischen Unternehmens transportiert wurden. Das Entwicklungshilfeprojekt wurde daraufhin gestoppt, die Entwicklungshilfe als solche aber nicht abgebrochen.

## Bauliste
| HDW Europa-Frachter          | HDW Europa-Frachter | HDW Europa-Frachter | HDW Europa-Frachter            | HDW Europa-Frachter | HDW Europa-Frachter |
| Bauname                      | Werft/ Baunummer    | IMO-Nummer          | Auftraggeber                   | Ablieferung/Baujahr | Umbenennungen und Verbleib |
| ---------------------------- | ------------------- | ------------------- | ------------------------------ | ------------------- | --- |
| Sloman Ranger                | HDW Kiel/146        | 7812880             | Sloman Neptun, Bremen          | 6. März 1979        | 1996 Yohana, so in Fahrt |
| Sloman Record                | HDW Hamburg/147     | 7812892             | Sloman Neptun, Bremen          | 12. April 1979      | 1995 Med Record, 1996 Sloman Record, 1997 Med Record, so in Fahrt                                                                                       |
| Sloman Rider                 | HDW Kiel/148        | 7812907             | Sloman Neptun, Bremen          | 27. April 1979      | 2002 Rider, 2003 Sloman Rider, 2006 Anamcara 2, 2010 Petra 1, 2019 in Alang verschrottet                                                                |
| Sloman Rover                 | HDW Hamburg/149     | 7812919             | Sloman Neptun, Bremen          | 1979                | 1989 Hipomar, 1993 Rawan 1, 1999 Sea Crest, 2001 Karam Meru, 2002 Sea Crest, 2003 Karam Meru, 2006 Sloman Rover, NHO Padre Benjamin (2019), so in Fahrt |
| Sloman Runner                | HDW Hamburg/150     | 7812921             | Sloman Neptun, Bremen          | 20. November 1979   | 2002 Confeed, 2009 Rosellen, ab 11. September 2014 in Aliağa verschrottet                                                                               |
| Heinrich Husman              | HDW Kiel/155        | 7816082             | Fr. Husman, Haren/Ems          | 1979                | 1987 Puntland II, 2001 Unity, im Register gelöscht |
| Adele J.                     | HDW Kiel/156        | 7816094             | H. & H. Jüngerhans, Haren/Ems  | 1979                | 1987 Serenissima , 1988 Adele J., 1990 Agdal, ab 8. August 2008 in Indien verschrottet                                                                  |
| Petra Scheu                  | HDW Kiel/157        | 7816109             | H. Scheu, Rendsburg            | 7. September 1979   | 1990 Micaela, 1997 Samira, 2000 Doña Margarita, Incasable (2019), so in Fahrt                                                                           |
| Bangui                       | HDW Kiel/159        | 7816111             | Lignes Centralafricain, Bangui | 1979                | 1987 Amazonit, 1989 Rosellen, 2010 Carib Plus, 2012 Altamar, so in Fahrt                                                                                |
| Paoua                        | HDW Kiel/160        | 7816123             | Lignes Centralafricain, Bangui | 24. November 1979   | 1979 Heinrich S., 1985 Calypso I, 1985 Heinrich S., 1994 Buxsand, 1994 Sloman Rover, 2003 Anamcara 3, 2011 Caribana Express, so in Fahrt                |
| Tilia                        | HDW Hamburg/162     | 7820241             | Heino Winter, Jork             | 1979                | Sloman Royal, 1982 Tilia, 1994 Global, 1995 Helena, 1995 Northern Phoenix, 1998 Exotic Dolphin, 2010 Sanduga, ab 3. Dezember 2011 verschrottet          |
| Obotrita                     | HDW Hamburg/166     | 7907336             | Gebr. Eckert, Jork             | 1980                | 1981 Oparis, 1991 Global Oparis, 1992 Oparis, 1996 Rugalson, 2001 Sabrina, am 25. September 2014 zum Abbruch bestimmt, 2018 Abbruch in Aliaga           |
| Daten: Equasis, grosstonnage |                     |                     |                                |                     | |